# 夢ひとり
「夢ひとり」（ゆめひとり）は、1985年5月29日に発売された美空ひばりのシングル楽曲である。

## 解説
本曲は、ひばり自筆の詩に、フォークシンガーのイルカが曲を付けたものである。
この詩は、元々1982年6月26日に中野サンプラザで開催されたリサイタルのために作られたものである（1982年（昭和57年）1月8日出来上り）。
同年8月には、タイトルと同題名のオリジナル・アルバムが発売された。
元々、イルカの父・保坂俊雄がひばりの専属バンド「ひばり&スカイ」の指揮を務めていた関係で、両者共に交友があった。
1984年の暮のある日、ひばりの招待で新宿コマ劇場の定例公演を観劇したイルカが、公演前に楽屋に招待を受け赴くと、ひばりが白い封筒をイルカの目の前に差し出した。そして、ひばりは化粧の手を止めながら「これはね、包み隠しのない私の今の気持ちなの。永い間引き出しにしまっておいたんだけど、よかったら曲を付けてくれない？いつまでも待ってるわよ！」と言ったという。
その時、イルカは突然の申し出にオロオロしながら、「何とか頑張ってみます」と答えるのが精一杯で楽屋を出てからも「背中に最大級のプレッシャーを感じ」ていたという。その後、ステージを見ている間に曲のほとんどが出来上がっていったという。
その後、年が明けてからテープを渡すと、その日のうちにひばりから長文の手紙が届き、自分の思い通りの曲が出来てうれしい旨が書かれていたという。
このシングルの発売日である5月29日は、ひばりの48歳の誕生日である。

## 原詩「夢ひとり」（我が愛の詩）
```
「この世に生れて　何の恐れもなく母の愛につつまれて　今日まで来たけれど　これからは 一人・・・　喜びも悲しみも　これからは 一人・・・　夢を見るのはもう遅すぎるかも知れないが　愛をなくした私は生きる　春になると恋が芽ばえるだろう　人なみの幸せを求めて！　だけど・・・いつも・・・枯葉といっしょに　どこかへ・・・どこかへ逃げてゆく私　秋が来るのが早すぎる・・・　秋が来るのが早すぎる・・・　冬が来て　秋に似合いすぎるほど冷たい雪が降る　私の燃えるこの手でとかしてしまいたい　苦しいほどに死にたいほどに　こごえる私をささえた この私の命の歌を！　たとえ女の涙を知らずとも・・・　"歌"の涙を知ってる私・・・　それで・・・それだけで・・・　明日に向って 羽ばたく私！」
[
3
]
```

## エピソード
B面の「ビロードの夜」も、イルカが曲をつけ、作詞家の来生えつこが詩をつけたが全体的に曲のキーが高く、ひばり自身もレコーディング当日に「少しキーが高いかしら？」と心配していたが、「アレンジャーの人に悪いから」と一生懸命レコーディングを行った。
それでも、最終的に上出来に仕上がった曲を見て、イルカは改めてひばりの天性のプロ根性に脱帽したという。

## 収録曲
1. 夢ひとり
  - 作詞：美空ひばり、作曲：イルカ、編曲：松井忠重
2. ビロードの夜
  - 作詞：来生えつこ、作曲：イルカ、編曲：松井忠重

## アルバム「夢ひとり」収録曲（1985年8月21日発売）
1. 夢ひとり
2. ビロードの夜
3. 冬のくちびる
4. 残侠子守唄
5. 裏町酒場
6. 人恋酒
7. おまえに惚れた
8. 真赤な太陽
9. 悲しい酒
10. 柔
11. ひばりの佐渡情話
12. 港町十三番地
13. リンゴ追分
14. 悲しき口笛